# Triandafylliá (Flórina)
Triandafylliá, en grec moderne : Τριανταφυλλιά, auparavant appelé Lágeni (Λάγενη), est un village du dème de Flórina, district régional de Flórina, en Macédoine-Occidentale, Grèce. 
Selon le recensement de 2011, la population du village compte 64 habitants.